# Renault Supercinq GT Turbo
 (août 2014).
Si vous disposez d'ouvrages ou d'articles de référence ou si vous connaissez des sites web de qualité traitant du thème abordé ici, merci de compléter l'article en donnant les références utiles à sa vérifiabilité et en les liant à la section « Notes et références ».
La Renault Supercinq GT Turbo est le modèle sportif de la Supercinq, commercialisée par Renault à partir de mars 1985 pour répondre à la concurrence de l'époque sur ce segment : la Golf GTI et la Peugeot 205 GTi. Ce modèle remplace la Renault 5 Alpine turbo, dans la tradition sportive du constructeur. Il sera décliné en quatre modèles principaux : la phase 1, la phase 2, la version « Coupe » et la version limitée baptisée « Alain Oreille ». La R5 GT Turbo est animée par le mythique « moteur Cléon-Fonte » greffé d'un turbo Garrett.

## Historique
Le modèle phase 1 est vendu en France en mars 1985 à 72 000 francs (23646 € de 2024 en tenant compte de l'inflation). La voiture est équipée de pare-chocs enveloppants, d'extensions d'ailes, d'un habillage de bas de caisse, de pneus montés sur jantes alu en taille 175/60R13 (la monte en Michelin MXV 195/55R13 était proposée à cette époque en option). Les fabricants de pneus premium ont abandonné ces montes. Il est donc devenu compliqué de trouver des pneus abordables de bonne qualité, surtout en 195/55R13. Et comme le caoutchouc des pneus vieillit avec le temps, acheter d'anciennes références "neuves" mais stockées plusieurs années n'est pas conseillé si le véhicule est encore utilisé.
En juillet 1987, elle est restylée et légèrement modifiée techniquement, le moteur gagnant cinq chevaux supplémentaires pour atteindre 120 ch, essentiellement par l'amélioration de l'allumage électronique intégral (AEI). La monte de série était en 175/60R13 et pouvait être changé (en option gratuite) en Michelin MXV 2 195/55R13. Cette version restylée sera connue sous le terme générique de phase 2.
Sa production s'arrête courant 1991, Renault préparant déjà la sortie imminente de sa remplaçante sportive : la nouvelle Clio 16S à moteur de 1,8 L 16 soupapes et injection multipoints, mais atmosphérique cette fois.

## Les différentes versions

### Séries spéciales

#### Alain Oreille
Une série limitée à 2 000 exemplaires « l'Alain Oreille » est sortie en 1989 pour célébrer la victoire d'Alain Oreille et Gilles Thimonier dans la coupe FIA Championnat du monde des rallyes des pilotes de Championnat du monde des rallyes : vainqueur du groupe N. Avec la victoire en Groupe N à Monte Carlo et à San Remo, Alain Oreille a été vainqueur de la Coupe FIA des pilotes des voitures de production ! C'est ainsi que la GT Turbo fut la première et la seule à ce jour Groupe N à avoir remporté une victoire de rallye au championnat du monde, il s'agissait du rallye de Côte d'Ivoire, en 1989. 2 Titres de Champion du Monde des rallyes en Groupe N (Production) (WRC) avec Alain Oreille en 1989 et 1990. Cette série est caractérisée par la couleur « bleu sport métallisé 449 et sa plaque d'identification 2W » jantes incluses (dont seul le rebord reste en alu), un petit monogramme présent sur les montants de portes et une sellerie à triangles bleus. Quelques équipements intérieurs lui sont aussi apportés : nouvelle moquette noire, éclairage dans la boite à gants et habillage latéral dans le coffre arrière. Toutes les A. Oreille ont été assemblées à l'usine de Haaren (en Belgique avec le code H).

## Caractéristiques
La base mécanique est celle de la Renault 11 Turbo, le bloc « Cléon-Fonte » à arbre à cames latéral, un 4 cylindres rustique et éprouvé depuis les années 1960, conçu par l'ingénieur René Vuaillat est apparu sur la Renault Floride S et sur la Renault 8. Il est devenu célèbre en Rallye avec la Renault 8 Gordini mais porté dans la GT turbo à une cylindrée de 1 397 cm3 grâce à un vilebrequin longue course. Ce moteur reçoit un turbo et un allumage électronique intégral, qui lui permet de développer 115 chevaux à 5 750 tr/min pour la phase 1 et 120 ch au même régime pour la phase 2. La distribution est réalisée par une chaîne.
Le turbocompresseur est un Garett T2 refroidi uniquement par huile pour les premiers modèles et par huile et eau à partir de juillet 1986. Soufflant à 0,7 bar d'origine, il est placé en amont d'un carburateur simple corps (Solex 32 DIS) de type soufflé. L'allumage est un allumage électronique intégral (AEI), caractérisé par l'absence de rupture mécanique par contact-rupteur du courant primaire, cette fonction étant réalisée électroniquement par un calculateur [Renix RE 208 (ph1) ou 209 (ph2)]. L'AEI assure la fonction d'anti-cliquetis (par stratégie de modulation de l'avance à l'allumage). La détection du cliquetis est réalisée par un capteur piézo situé sur le milieu de la culasse. Le circuit d'air comprimé à l'aval du turbocompresseur comporte un échangeur air-air et un pressostat de sécurité afin de limiter la montée en pression dans ce circuit (taré d'origine à 1,1 bar).
La voiture consomme entre 6 et 8 L/100 km pour une utilisation normale. La consommation peut grimper à plus de 12 L/100 km et plus en utilisation très nerveuse. Le carburant est stocké dans deux réservoirs situés sous la banquette arrière, (réservoir principal de 43 L et réservoir auxiliaire de 7 L), puis amené au moteur par un système de pompe électrique et de régulateur de pression asservi au turbo.
Afin de faciliter le démarrage à chaud et la protection du moteur, un anti-percolateur électrique est ajouté sur les modèles phase 2. Il s'agit d'un groupe moto ventilateur refroidissant, à l'arrêt, l'embase du carburateur et le circuit d'admission d'air. Une électrovanne condamne la ventilation de l'admission d'air si l'anti-percolateur doit continuer de fonctionner moteur tournant (car l'admission d'air sous pression du turbo se doit d'être hermétique). L'anti-percolateur est piloté par un thermocontact situé sur l'embase du carburateur. C'est pourquoi il ne fonctionne normalement pas lorsque le moteur tourne, l'embase du carburateur étant refroidie par le circuit de refroidissement du moteur. En revanche, une fois le moteur coupé, la circulation du liquide de refroidissement ne se faisant plus et le carburateur recevant l'énergie calorique du moteur situé juste en dessous, la température de l'embase monte jusqu'à déclencher l'anti-percolateur. C'est pourquoi celui-ci démarre généralement quelques minutes après extinction du moteur et se coupe soit après plusieurs minutes de ventilation, soit après quelques secondes suivant un redémarrage moteur (le circuit de refroidissement ayant repris son travail).

## Équipements

### Série
- Siège semi-baquet, en finition gris et noir pour les phase 1, noir à triangle rouge sur les phase 2, et bleu à triangle bleu sur les « Alain Oreille » ;
- Peinture métallisée intégrale ;
- Essuie-glaces avant et arrière intermittents ;
- Rétroviseur passager (sur phase 2) réglable depuis l'habitacle ;
- Rétroéclairage des compteurs réglable ;
- Horloge digitale avec affichage 12 ou 24 heures rétroéclairée (vert-bleu) ;
- Pare-soleil passager et conducteur avec miroir intégré (volet magnétique de masquage pour le conducteur) ;
- Lave-glace de lunette arrière ;
- Allume-cigare ;
- Dégivrage ;
- Anti-brouillard avant (jaune) ;
- Cric, manivelle et roue de secours aux dimensions de la monte.

#### Équipements intérieurs
Le tableau de bord est commun à toutes les versions, seule la jauge à carburant diffère. Le compteur comporte un indicateur de vitesse à aiguille (câble sur phase 1 et électronique sur phase 2), un compte-tours, une jauge à carburant, un thermomètre moteur (pris au niveau de la pompe à eau), un manomètre de pression d'huile (qui fait jauge de niveau d'huile quand le moteur est à l'arrêt), et un manomètre de pression de turbo. Le rétroéclairage est orange vif pour les instrumentations, puis vert-bleu pour le reste des boutons. Volant sport à trois branches en métal et cuir.
Le sol est en moquette rouge ou grise suivant la couleur et noire dans la version Alain Oreille. Les panneaux de portes sont en simili cuir souple ou plastique dur selon version avant 1989, puis moquette velours grise par la suite. Les sièges sont ornés de triangle rouge et bleu uniquement sur les Alain Oreille. La banquette est fractionnable 2/3 1/3. Vide-poche avant dans les portières et arrière dans les flancs, avec cendrier (à l'avant et à l'arrière). Vide-poche latéral conducteur et vide-poche central sur la console, avec capot de fermeture, boîte à gants avec trappe de fermeture et repose-gobelet.
Les vitres sont teintées. Les lève-vitres électriques et la fermeture centralisée à télécommande (sauf coffre) font partie du pack. Les vitres arrière s’entrebâillent.
Système son à quatre haut-parleurs précâblés. Les derniers modèles (1990 et 1991) sont équipés de série du pack électrique, de l'éclairage du vide-poche et du coffre.

### Couleurs au catalogue
- Bleu Sport 449 - Disponible uniquement sur les A. Oreille ;
- Bleu Lumière 495 - Disponible sur les phases 1 et 2 ;
- Bleu Alpine 485 - Disponible sur les phases 1 ;
- Blanc Nacré 168 - Disponible sur les phases 1 et 2 ;
- Blanc Panda 348 - Disponible sur les phases 1 et 2 ;
- Blanc Glacier 389 - Disponible sur les phases 2 ;
- Gris Tungstène 608 - Disponible sur les phases 2 ;
- Gris Argent 620 - Disponible sur les phases 2 ;
- Gris Cendre 644 - Disponible sur les phases 1 ;
- Noir 694 - Disponible sur les phases 1 et 2 ;
- Rouge 705 - Disponible sur les phases 1 et 2 ;
- Rouge Flash 719 - Disponible sur les phases 2.

### Options
- Toit ouvrant à entrebâillement ;
- Éclairage du vide-poche et du coffre ;
- Témoin de niveau faible du bocal de lave-glace ;
- Alarme d'oubli des phares ;
- Protection plastique de l'engravure côté carrosserie au niveau de la serrure de porte avant ;
- Tapis de protection du vide-poche côté passager sur le tableau de bord.

Certains modèles d'exportation possédaient un ordinateur de bord (ODB) commun avec les R9, R11, R18 et Fuego. L'ODB indiquait la vitesse moyenne, l'autonomie carburant, la consommation instantanée, la consommation moyenne, la distance du voyage. Il était placé en lieu et place de l'horloge digitale. Sur la fin de la fabrication et pour les modèles d'export, des répétiteurs de clignotants ont été installés dans les ailes.
De rares modèles sont sortis d'usine avec des ailes avant en plastique (noryl) à partir de 1989.

## Compétition

### Rallye
Alain Oreille fut pendant plus d'une décennie pilote officiel pour Renault. Il représenta la marque en championnat de France. La GT Turbo lui permit d'acquérir ses deux titres en Groupe N, championnat du monde des rallyes (WRC) en 1989 et 1990. Alain Oreille reste dans l'histoire comme étant le seul pilote à avoir remporté une manche du Championnat du monde des rallyes avec une voiture du groupe N, au Rallye de Côte d'Ivoire durant l'édition 1989 (le belge Pascal Gaban ayant échoué dans cet exploit pour 1 min 31 s, lors de cette même épreuve justement, l'année précédente).

### Résultats en WRC d'Alain Oreille (général)
- 1988 : 4e du rallye Monte-Carlo ;
- 1989 : 1er Vainqueur du Rallye Bandama de Côte d'Ivoire et "1er titre" de Champion du Monde des rallyes en Groupe N (Production) ; 1er du rallye Monte-Carlo ; 1er du rallye Tour de Corse ; 1er du rallye Rallye Sanremo
- 1990 : 3e du rallye Bandama de Côte d'Ivoire, 6e du rallye d'Argentine, et "2ème titre" de Champion du Monde des rallyes en Groupe N (Production).

### Les Grandes Victoires en Rallye et en Coupe de la Renault 5 GT Turbo
- 1985 : 1er de la Coupe de France Renault Marc Ranucci.

- 1986 :
  - 1er de la Coupe de France Renault Michel Duvernay ;
  - 2e du rallye des Côtes du Tarn au général avec Gazau.

- 1987 :
  - 1er du rallye de Croatie avec Branislav Küzmič ;
  - 1er du rallye de Velenje avec Branislav Küzmič ;
  - Première féminine en Coupe de France RENAULT GT Turbo avec Pascale Neyret (Vainqueure du volant Motul Nogaro féminin), plusieurs fois dans le Top 10 ;
  - 1er de la Coupe de France Renault Michel Bourgault ;
  - 3e au 4° Rallye « National » des Vins Mâcon au général avec Duchêne Benoît.

- 1988 :
  - 4e du rallye Monte-Carlo avec Alain Oreille ;
  - 1er du rallye de Croatie avec Branislav Küzmič ;
  - 1er du rallye de Velenje avec Branislav Küzmič ;
  - 1er du rallye de Yougoslavie avec Branislav Küzmič ;
  - 2e du rallye du Portugal Rali Vinho da Madeira avec Oliveira Paulo ;
  - 1er Vice-champion de Coupe de France RENAULT avec Jean-Louis Carponcin ;
  - 1er de la Coupe de France Renault Bernard Castagne.

- 1989 :
  - Titre de Championnat du monde des rallyes -avec Alain Oreille ;
  - Champion du Monde des rallyes en Groupe N (Production) ;
  - 1er de Côte d'Ivoire avec Alain Oreille ;
  - 1er du rallye Monte-Carlo avec Alain Oreille ;
  - 1er du rallye Tour de Corse avec Alain Oreille ;
  - 1er du rallye Rallye Sanremo avec Alain Oreille ;
  - 1er du rallye de Velenje avec Branislav Küzmič ;
  - 1er du rallye de Yougoslavie avec Branislav Küzmič ;
  - 1er de la Coupe de France Renault Jean-Louis Carponcin ;
  - 1er de la Coupe d'Espagne Renault GT Turbo Enrique Codony ;
  - 3e au 1° Rallye « International » des Vins Mâcon au général avec Éric Perrier-Cornet.

- 1990 :
  - 2e Titre de Championnat du monde des rallyes avec Alain Oreille ;
  - Champion du Monde des rallyes en Groupe N (Production) ;
  - Titre de Champion de France des rallyes Groupe N avec Jean Ragnotti ;
  - 3e du rallye Bandama de Côte d'Ivoire avec Alain Oreille ;
  - 6e du rallye d'Argentine avec Alain Oreille ;
  - 1er du rallye de Yougoslavie avec Branislav Küzmič ;
  - 3e du rallye portugais Rali Sopete / Póvoa de Varzim avec José Carlos Macedo ;
  - 1er de la Coupe de France Renault Henri Lebeau ;
  - 1er de la 5e édition du rallye régional des Bauges avec Thierry Teypaz ;
  - 3e du rallye des Côtes du Tarn au général avec Bessaou.

### Circuit

#### La version «Coupe»
La version « Coupe » de la Super 5 GT turbo était préparée par le constructeur et vendue uniquement aux candidats inscrits et participants à la Coupe des Renault 5 GT turbo. Les modifications du modèle de série étaient les suivantes :
- Blocage du volet de répartition de l'échangeur air-air en position ouverte afin d'obtenir un refroidissement optimum des gaz d'admission. La capsule thermostatique ainsi que le système de commande du volet étaient enlevés ;
- Mise en place d'un kit de régulation de pression de suralimentation (simplification du circuit de pilotage du turbocompresseur) ;
- Pour permettre le contrôle technique du tarage du boitier régulateur (wastegate), découpe obligatoire de la protection thermique du turbocompresseur ;
- Simplification de l'entrée d'air (suppression de la boîte-à-air et ajout d'un manchon spécial directement sur l'entrée d'air du turbo) ;
- Montage d'une canule d'échappement libre (système Devil) prévue uniquement pour une utilisation circuit ;
- Support moteur plus durs que le modèle de série ;
- Embrayage spécifique « Coupe » avec un tarage plus important (type 200 CP 465) ;
- Quelques modifications autorisées sur le train avant (chasse, carrossage, etc.) ;
- Amortisseurs avant et arrière spécifiques « coupe » (marque De Carbon). Les ressorts avant sont également spécifiques et plus rigides ;
- Ajout d'écopes de freins à la place des anti-brouillards du bouclier avant ;
- Jantes en tôle d'acier Michelin 5.50 B 13 (déport de 52 mm) ;
- Allumage inchangé.

## Les miniatures
La GT Turbo a été reproduite en miniature à l'échelle 1/87, 1/43, 1/18 et 1/12 principalement par les fabricants Universal Hobbies, Spark, Ottomobile, Norev et PCX87. 
À l'échelle 1/18, on trouve actuellement en collection les modèles suivants : 
- Quatre versions Rallye (Tour de Corse, Monte Carlo…) ;
- Une phase 1 bleu Alpine 485 ;
- Une phase 1 noir 694 ;
- Une phase 1 "Coupe" rouge ;
- Une phase 1 gris argent 620 ;
- Une phase 1 blanc givre 168 ;
- Une phase 1 rouge 705 ;
- Une phase 2 gris argent 620 ;
- Une phase 2 bleu lumière 495 ;
- Une phase 2 rouge 705 ;
- Une phase 2 noir 694 ;
- Une phase 2 gris tungstene 608 ;
- Une phase 2 blanc panda 348 ;
- Une phase 2 "Alain Oreille" bleu sport 449.

Il existe actuellement une version 1/12 limitée à 999 exemplaires, une phase 2 sous la superbe teinte blanc givre 168.
En 2025, PCX87 a sorti 5 versions au 1/87 :
- Deux phase 1 en blanc (PCX870296) et bleu (PCX870297)
- Deux phase 2 en noir (PCX870298) et gris (PCX870299)
- Une phase 2 "Alain Oreille" bleu PCX870805 (exclusive pour les revendeurs ModelCarWorld et SAI Collections)

## Galerie

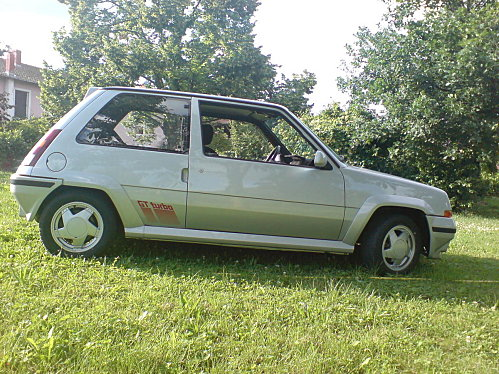
Super 5 GT Turbo phase 2.
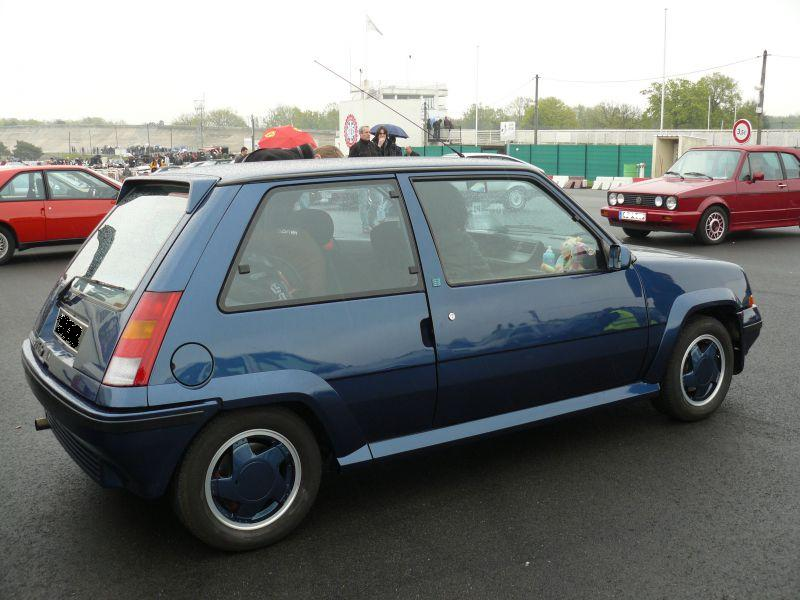
Super 5 GT Turbo série limitée Alain Oreille.
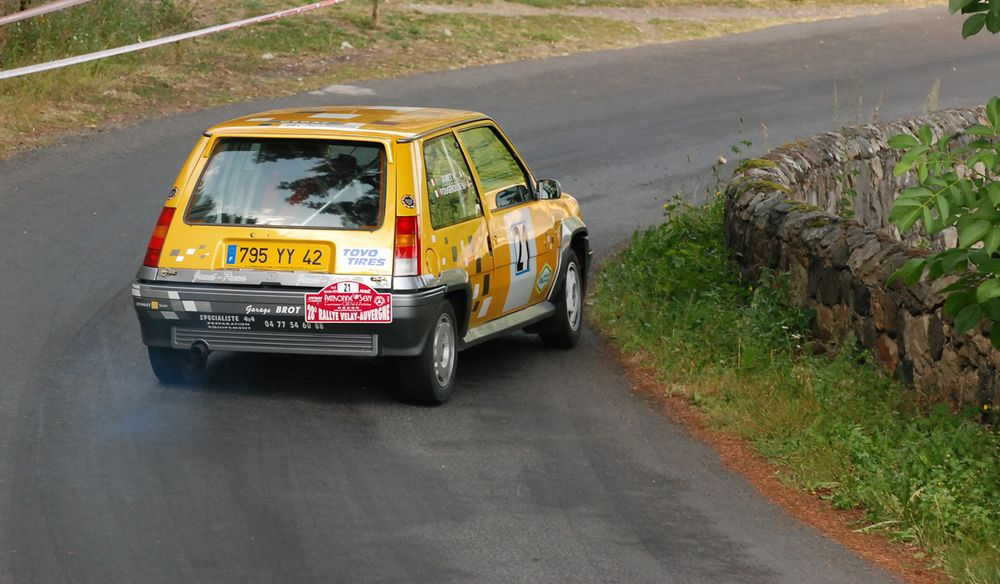
Super 5 GT Turbo en Rallye.
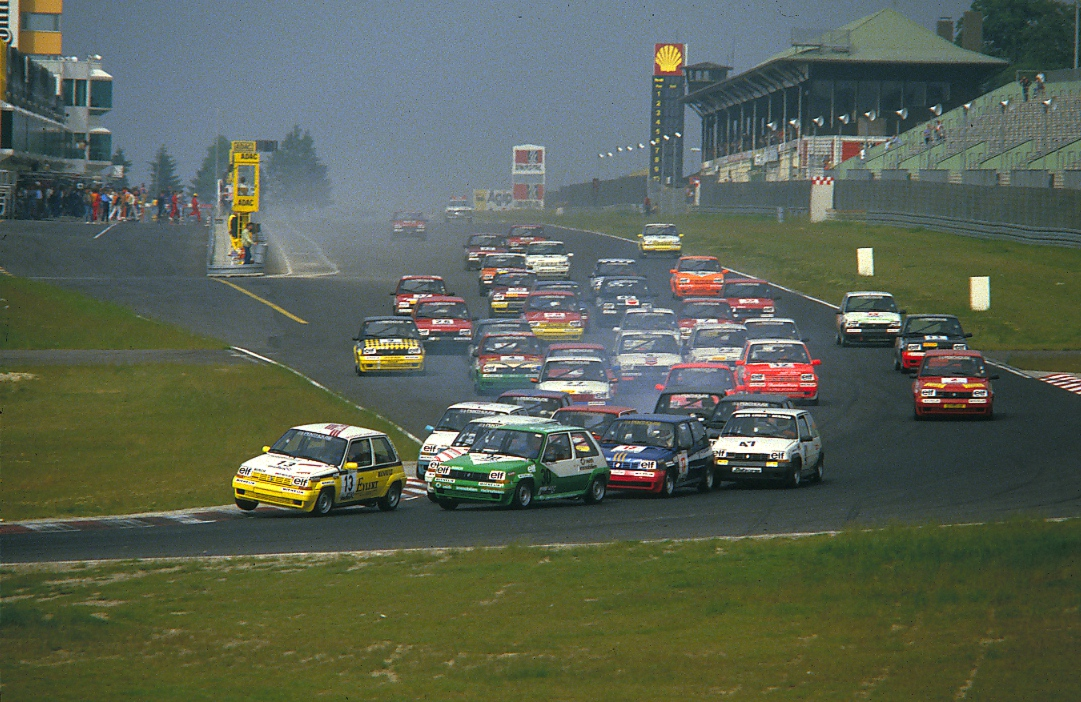
Course de GT Coupe au Nürburgring.
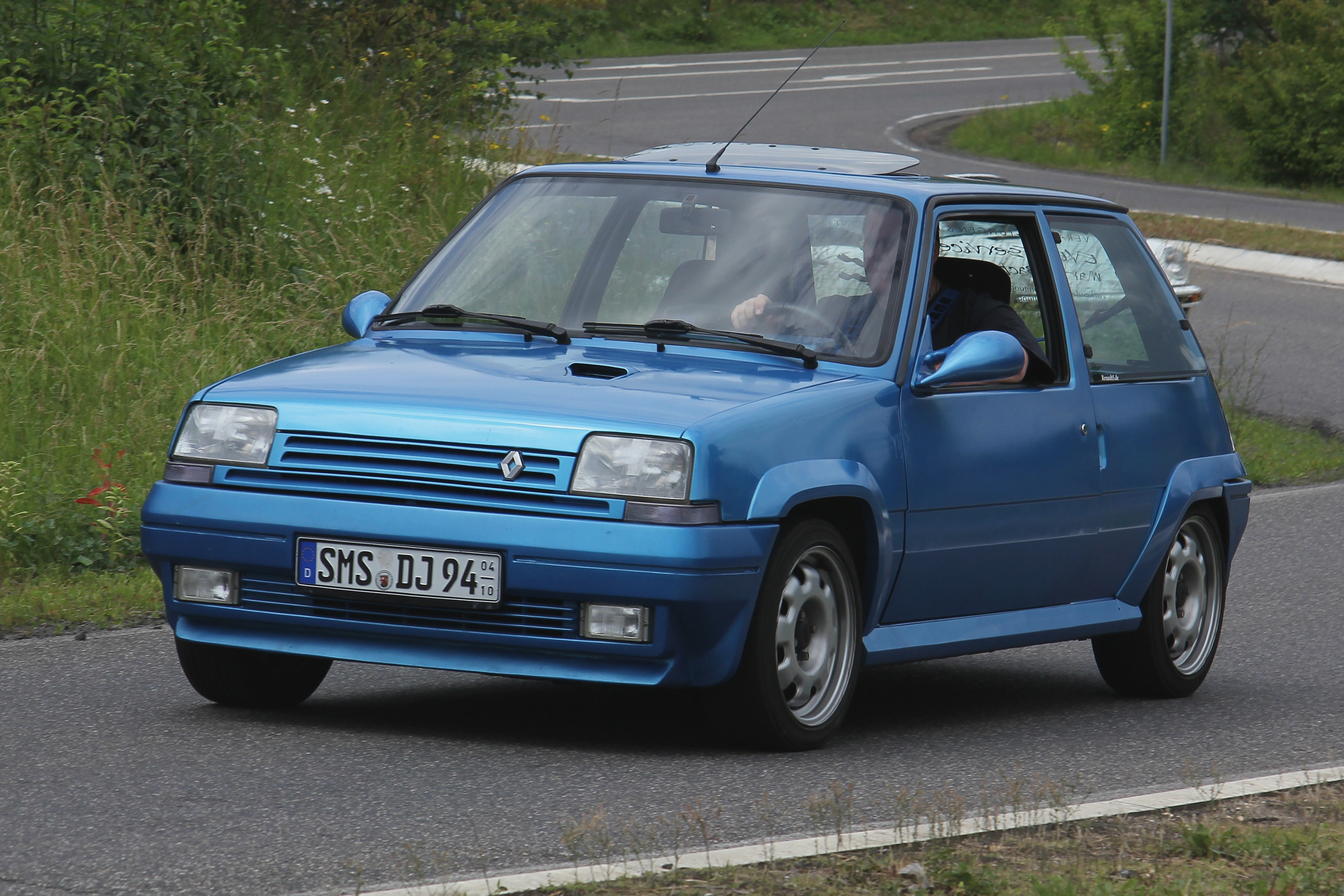
Renault R5 GT, année 1985.
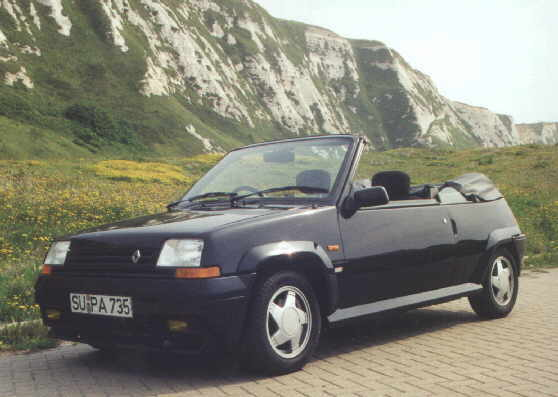
Super 5 GT Turbo en version cabriolet.
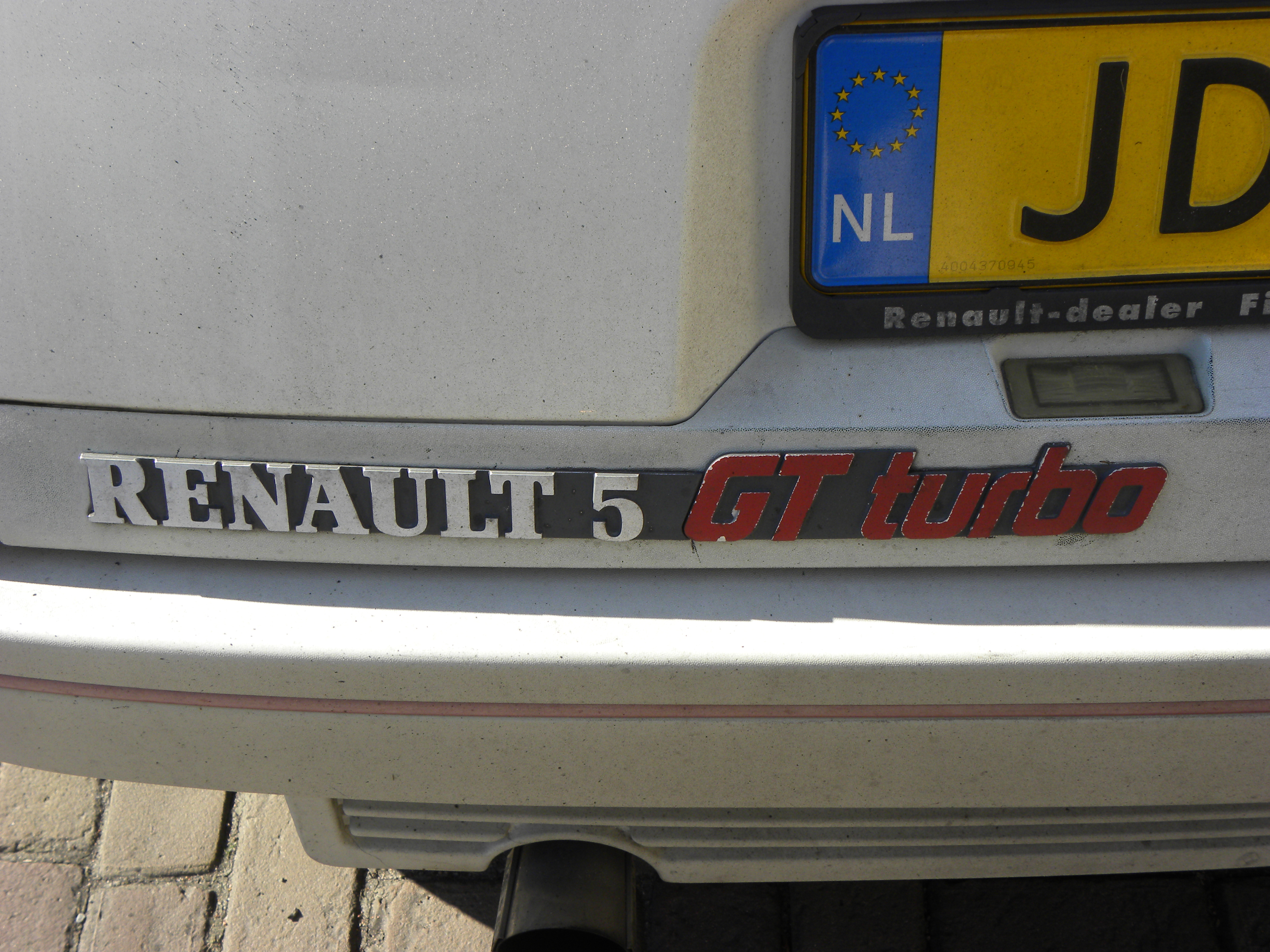
Vue détaillée du badge de la voiture.